# 하동 운암영당 최치원 초상
하동 운암영당 최치원 초상(河東 雲岩影堂 崔致遠 肖像)은 대한민국 경상남도 하동군 양보면 운암영당에 있는, 통일신라 후기의 학자이자 문장가였던 고운 최치원(857∼?) 선생의 초상화이다.
1979년 12월 29일 경상남도의 유형문화재 제187호 운암영당 고운선생영정으로 지정되었다가, 2018년 12월 20일 현재의 명칭으로 변경되었다.

## 개요
통일신라 후기의 학자이자 문장가였던 고운 최치원(857∼?) 선생의 초상화로, 운암영당에 보존되어 있다.
최치원은 통일신라 6두품 출신의 지식인 가운데 가장 대표적인 인물로, 경문왕 9년(869) 당나라에 유학을 가서 그곳에서 과거에 급제하여 활약하기도 하였다.
그림은 검은사모에 관리의 집무복인 관복을 입고 두 손을 맞잡은 채, 주인공이 높이가 긴 의자에 앉아있는 전신좌상으로, 주인공을 풍만하게 나타내었으며, 크기는 가로 77.5cm, 세로 108cm이다. 가슴에 있는 흉배는 화려하게 표현한 반면 허리띠의 문양은 단순하다. 비단 바탕에 화려한 채색을 하였으며, 화폭 윗부분에 구름과 대나무를 배경으로 하고, 아래쪽 배경에는 탁자 위로 문방구를 표현해 놓았다. 이는 평소 주인공이 문방구들을 사용했을 듯 하며 사대부의 엄숙함과 유학자의 풍모가 감도는 분위기를 그려 내고자 한 의도로 보인다.
이 상은 처음엔 쌍계사에서 보존하였다가, 순조 25년(1825) 화개의 금천사로 옮겼고, 고종 5년(1868) 서원철폐령에 의하여 하동향교로 옮겨 한동안 이곳에서 보존하여 왔다. 그 후 광천영당을 거쳐 1924년 이곳 운암영당으로 옮겨 와 보존하고 있다.

## 같이 보기
- 최치원
- 운암영당

## 참고 자료
- 하동 운암영당 최치원 초상 - 국가유산청 국가유산포털